# For the Love of Metal
For The Love of Metal es el cuarto álbum en solitario del ex Twisted Sister, Dee Snider, lanzado el 27 de julio de 2018 a través de Napalm Records. El disco fue producido por Jamey Jasta, vocalista de Hatebreed. El ex Killswitch Engage, Howard Jones, Mark Morton de Lamb Of God, Alissa White-Gluz de Arch Enemy, Joel Grind y Nick Bellmore de Toxic Holocaust y Charlie Bellmore de Kingdom Of Sorrow participan como invitados.

## Canciones
1. "Lies Are A Business" – 2:46
2. "Tomorrow's No Concern" – 3:20
3. "I Am the Hurricane" – 3:26
4. "American Made" – 3:34
5. "Roll Over You" – 2:55
6. "I'm Ready" – 3:18
7. "Running Mazes" – 2:58
8. "Mask" – 3:49
9. "Become The Storm" – 4:10
10. "The Hardest Way" – 3:48
11. "Dead Hearts (Love Thy Enemy)" – 3:53
12. "For The Love of Metal" – 3:29

- Datos: Q60969947